# Angraecum aloifolium
Angraecum aloifolium là một loài thực vật có hoa trong họ Lan. Loài này được Hermans & P.J.Cribb mô tả khoa học đầu tiên năm 1997.